# Chaetodipus lineatus
Espèce
Statut de conservation UICN

 DD  : Données insuffisantes
Chaetodipus lineatus est une espèce qui fait partie des mammifères Rongeurs de la famille des Heteromyidae. Ce sont des souris à poches, c'est-à-dire à larges abajoues, et à poil dur. Cet animal est endémique du Mexique.
L'espèce a été décrite pour la première fois en 1951 par un biologiste et zoologiste américain, Walter Woelbert Dalquest (1917-2000),.